# One Night in Vienna
One Nighft in Vienna е запис на концерта на германската рок група „Скорпиънс“ проведен във Виена, който е издаден през 2004 г. Освен концертът в Австрия и четиринадесетте песни, в изданието е включена и пълната документална история на „Скорпиънс“. Почти половината песни са от издадения техен албум през тази година Unbreakable. Дискът получава платинен сертификат в Аржентина.

## Списък с песните
1. New Generation - 05:01
2. Love 'em Or Leave 'em - 04:32
3. Bad Boys Running Wild - 03:56
4. The Zoo - 06:21
5. Deep And Dark - 03:59
6. Coast To Coast - 04:33
7. Holiday - 04:25
8. Through My Eyes - 05:02
9. Blackout - 03:56
10. Blood Too Hot - 04:11
11. Big City Nights - 05:25
12. Still Loving You - 06:14
13. Wind of Change - 05:21
14. Rock You Like a Hurricane - 07:21
15. Remember The Good Times - 03:17

## Музиканти
- Клаус Майне – вокали
- Рудолф Шенкер – китари, вокали
- Матиас Ябс – китари
- Джеймс Котак – барабани
- Павел Мончивода – бас китара